# Olivia Nicholls
Olivia Nicholls (ur. 26 października 1994 w Norwich) – brytyjska tenisistka.

## Kariera tenisowa
W 2017 roku podczas Letniej Uniwersjady, startując w parze z Emily Arbuthnott zdobyła brązowy medal w grze podwójnej.
W 2022 roku podczas Wimbledonu zadebiutowała w wielkoszlemowym turnieju głównym w grze podwójnej. W parze z Barnett otrzymała dziką kartę do zawodów. W debiucie wygrała pierwszy mecz z doświadczoną parą Kaia Kanepi–Renata Voráčová, odpadła w kolejnym meczu. Wraz z Kyle’em Edmundem wystartowała również w rozgrywkach par mieszanych, w których przegrała w pierwszej rundzie.

## Historia występów wielkoszlemowych
Legenda
     W, wygrany turniej
     F, przegrana w finale
     SF, przegrana w półfinale
     QF, przegrana w ćwierćfinale
     xR, przegrana w x rundzie
     A, brak startu
     NH, turniej nie odbył się

### Występy w grze pojedynczej
Olivia Nicholls nigdy nie startowała w rozgrywkach gry pojedynczej podczas turniejów wielkoszlemowych.
| Sezon                  | 2013 | 2014 | 2015 | 2016 | 2017 | 2018 | 2019 | 2020 | 2021 | 2022 |
| ---------------------- | ---- | ---- | ---- | ---- | ---- | ---- | ---- | ---- | ---- | ---- |
| Ranking na koniec roku | –    | –    | –    | –    | 1000 | –    | –    | –    | –    | –    |

### Występy w grze podwójnej
| Australian Open        | A | A | A | A   | A   | A   | A   | A   | A   | A  | 1R  | A  | 1R | 0 / 2  | 0 – 2  |  |  |  |  |  |  |  |  |  |  |  |  |
| French Open            | A | A | A | A   | A   | A   | A   | A   | A   | A  | 1R  | 1R | 3R | 0 / 3  | 2 – 3  |  |  |  |  |  |  |  |  |  |  |  |  |
| Wimbledon              | A | A | A | A   | A   | A   | A   | NH  | A   | 2R | 1R  | 3R | 1R | 0 / 4  | 3 – 4  |  |  |  |  |  |  |  |  |  |  |  |  |
| US Open                | A | A | A | A   | A   | A   | A   | A   | A   | 1R | A   | 3R |    | 0 / 2  | 2 – 2  |  |  |  |  |  |  |  |  |  |  |  |  |
|                        |   |   |   |     |     |     |     |     |     |    |     |    |    |        |        |  |  |  |  |  |  |  |  |  |  |  |  |
| Ranking na koniec roku | – | – | – | 471 | 460 | 273 | 362 | 324 | 187 | 63 | 107 | 39 |    | 0 / 11 | 7 – 11 |  |  |  |  |  |  |  |  |  |  |  |  |

### Występy w grze mieszanej
| Australian Open | A | A | A | A | A | A | A | A  | A | A  | A  | A  | SF | 0 / 1 | 3 – 1 |  |  |  |  |  |  |  |  |  |  |  |  |
| French Open     | A | A | A | A | A | A | A | NH | A | A  | A  | A  | A  | 0 / 0 | 0 – 0 |  |  |  |  |  |  |  |  |  |  |  |  |
| Wimbledon       | A | A | A | A | A | A | A | NH | A | 1R | SF | 2R | 1R | 0 / 4 | 4 – 4 |  |  |  |  |  |  |  |  |  |  |  |  |
| US Open         | A | A | A | A | A | A | A | NH | A | A  | A  | A  |    | 0 / 0 | 0 – 0 |  |  |  |  |  |  |  |  |  |  |  |  |
|                 |   |   |   |   |   |   |   |    |   |    |    |    |    |       |       |  |  |  |  |  |  |  |  |  |  |  |  |
|                 |   |   |   |   |   |   |   |    |   |    |    |    |    | 0 / 5 | 7 – 5 |  |  |  |  |  |  |  |  |  |  |  |  |

## Finały turniejów WTA
| Legenda                   | Legenda |
| ------------------------- | ------- |
| Wielki Szlem              |         |
| Igrzyska olimpijskie      |         |
| WTA Tour Championships    |         |
| od 2021                   |         |
| WTA 1000 (obowiązkowe)    |         |
| WTA 1000 (nieobowiązkowe) |         |
| WTA 500                   |         |
| WTA 250                   |         |
| WTA 125                   |         |

### Gra podwójna 6 (3–3)
| Końcowy wynik | Nr | Data             | Turniej          | Nawierzchnia  | Partnerka         | Przeciwniczki                     | Wynik finału   |
| ------------- | -- | ---------------- | ---------------- | ------------- | ----------------- | --------------------------------- | -------------- |
| Finalistka    | 1. | 6 marca 2022     | Lyon             | Twarda (hala) | Alicia Barnett    | Laura Siegemund Wiera Zwonariowa  | 5:7, 1:6       |
| Zwyciężczyni  | 1. | 27 sierpnia 2022 | Granby           | Twarda        | Alicia Barnett    | Harriet Dart Rosalie van der Hoek | 3:6, 6:3, 10–1 |
| Zwyciężczyni  | 2. | 3 marca 2024     | Austin           | Twarda        | Olivia Gadecki    | Katarzyna Kawa Bibiane Schoofs    | 6:2, 6:4       |
| Finalistka    | 2. | 16 czerwca 2024  | ’s-Hertogenbosch | Trawiasta     | Tereza Mihalíková | Ingrid Neel Bibiane Schoofs       | 6:7(6), 3:6    |
| Finalistka    | 3. | 15 marca 2025    | Indian Wells     | Twarda        | Tereza Mihalíková | Asia Muhammad Demi Schuurs        | 2:6, 6:7(4)    |
| Zwyciężczyni  | 3. | 22 czerwca 2025  | Berlin           | Trawiasta     | Tereza Mihalíková | Sara Errani Jasmine Paolini       | 4:6, 6:2, 10–6 |

## Finały turniejów WTA 125

### Gra podwójna 3 (1–2)
| Końcowy wynik | Nr | Data            | Turniej    | Nawierzchnia  | Partnerka         | Przeciwniczki                     | Wynik finału      |
| ------------- | -- | --------------- | ---------- | ------------- | ----------------- | --------------------------------- | ----------------- |
| Finalistka    | 1. | 17 grudnia 2022 | Limoges    | Twarda (hala) | Alicia Barnett    | Oksana Kalasznikowa Marta Kostiuk | 5:7, 1:6          |
| Zwyciężczyni  | 1. | 16 marca 2024   | Charleston | Twarda        | Olivia Gadecki    | Sara Errani Tereza Mihalíková     | 6:2, 6:1          |
| Finalistka    | 2. | 17 maja 2025    | Paryż      | Ceglana       | Tereza Mihalíková | Irina Chromaczowa Fanny Stollár   | 6:4, 6:7(5), 5–10 |

## Finały turniejów ITF
| turnieje z pulą nagród 100 000 $ (W100) |
| turnieje z pulą nagród 80 000 $ (W80)   |
| turnieje z pulą nagród 60 000 $ (W75)   |
| turnieje z pulą nagród 40 000 $ (W50)   |
| turnieje z pulą nagród 25 000 $ (W35)   |
| turnieje z pulą nagród 15 000 $ (W15)   |
| turnieje z pulą nagród 10 000 $         |

### Gra podwójna 40 (19–21)
| Rezultat     |     | Data       | Turniej                    | ($)       | Naw.          | Partnerka          | Przeciwniczki                               | Wynik             |
| Zwyciężczyni | 1.  | 14/11/2015 | Bath                       | 25 000    | Twarda (hala) | Sarah Beth Grey    | Freya Christie Lisa Whybourn                | 1:6, 6:4, 10–2    |
| Zwyciężczyni | 2.  | 19/02/2016 | Wirral                     | 10 000    | Twarda (hala) | Sarah Beth Grey    | Veronica Corning Harriet Dart               | 6:2, 1:6, 10–8    |
| Zwyciężczyni | 3.  | 23/09/2016 | Nottingham                 | 10 000    | Twarda        | Sarah Beth Grey    | Dasha Ivanova Margot Yerolymos              | 6:2, 6:4          |
| Finalistka   | 1.  | 29/10/2016 | Loughborough               | 10 000    | Twarda (hala) | Sarah Beth Grey    | Dasha Ivanova Petra Krejsová                | 6:7(2), 6:7(2)    |
| Zwyciężczyni | 4.  | 05/11/2016 | Sheffield                  | 10 000    | Twarda (hala) | Sarah Beth Grey    | Mia Nicole Eklund Nika Szytkouskaja         | 7:6(3), 7:5       |
| Zwyciężczyni | 5.  | 11/11/2016 | Shrewsbury                 | 10 000    | Twarda (hala) | Sarah Beth Grey    | Alicia Barnett Lauren McMinn                | 6:3, 6:3          |
| Zwyciężczyni | 6.  | 10/02/2017 | Edgbaston                  | 15 000    | Twarda (hala) | Sarah Beth Grey    | Melanie Stokke Julia Lohoff                 | 6:3, 5:7, 10–7    |
| Finalistka   | 2.  | 01/04/2017 | Óbidos                     | 15 000    | Dywanowa      | Laura Sainsbury    | Anna Klasen Erika Vogelsang                 | 4:6, 1:6          |
| Finalistka   | 3.  | 20/05/2017 | Oeiras                     | 15 000    | Ceglana       | Sarah Beth Grey    | Gaia Sanesi Martina Spigarelli              | 0:6, 2:6          |
| Zwyciężczyni | 7.  | 22/09/2017 | Madryt                     | 15 000    | Twarda        | Alicia Barnett     | Marina Bassols Ribera Júlia Payola          | 6:1, 6:2          |
| Finalistka   | 4.  | 11/05/2018 | Clermont-Ferrand           | 25 000    | Twarda (hala) | Sarah Beth Grey    | Cornelia Lister Wiera Łapko                 | 4:6, 3:6          |
| Zwyciężczyni | 8.  | 17/03/2018 | Ramat ha-Szaron            | 15 000    | Twarda        | Alicia Barnett     | Charlotte Römer Caroline Werner             | 6:4, 7:6(4)       |
| Zwyciężczyni | 9.  | 24/03/2018 | Tel Awiw-Jafa              | 15 000    | Twarda        | Alicia Barnett     | Mathilde Armitano Elixane Lechemia          | 7:6(3), 6:3       |
| Zwyciężczyni | 10. | 16/04/2018 | Óbidos                     | 25 000    | Dywanowa      | Sarah Beth Grey    | An-Sophie Mestach Nina Stojanović           | 4:6, 7:6(4), 10–6 |
| Zwyciężczyni | 11. | 23/04/2018 | Óbidos                     | 25 000    | Dywanowa      | Sarah Beth Grey    | Jessika Ponchet Hanna Poznichirenko         | 6:2, 6:1          |
| Finalistka   | 5.  | 11/05/2018 | Monzón                     | 25 000    | Twarda        | Sarah Beth Grey    | Cristina Bucșa Jana Sizikowa                | 2:6, 7:5, 8–10    |
| Finalistka   | 6.  | 10/08/2018 | Chiswick                   | 25 000    | Twarda        | Sarah Beth Grey    | Freya Christie Samantha Murray              | 6:3, 5:7, 8–10    |
| Finalistka   | 7.  | 02/11/2018 | Wirral                     | 25 000    | Twarda (hala) | Sarah Beth Grey    | Freya Christie Walerija Sawinych            | 4:6, 5:7          |
| Zwyciężczyni | 12. | 09/11/2018 | Shrewsbury                 | 25 000    | Twarda (hala) | Sarah Beth Grey    | Tayisiya Morderger Yana Morderger           | 0:6, 6:3, 10–4    |
| Finalistka   | 8.  | 05/05/2019 | Les Franqueses del Vallès  | 60 000    | Twarda        | Jodie Burrage      | Jessika Ponchet Eden Silva                  | 3:6, 4:6          |
| Zwyciężczyni | 13. | 29/02/2020 | Sunderland                 | 25 000    | Twarda (hala) | Alicia Barnett     | Celia Cervino Ruiz Maria Gutierrez Carrasco | 6:4, 7:6(6)       |
| Finalistka   | 9.  | 05/09/2020 | Montemor-o-Novo            | 25 000    | Twarda        | Jodie Burrage      | Marina Bassols Ribera Ioana Loredana Roșca  | 6:7(5), 6:4, 6–10 |
| Finalistka   | 10. | 28/05/2021 | Santa Margarida de Montbui | 15 000    | Twarda        | Celia Cerviño Ruiz | Victoria Bosio Justina Mikulskytė           | 6:4, 1:6, 7–10    |
| Zwyciężczyni | 14. | 19/06/2021 | Figueira da Foz            | 25 000+H  | Twarda        | Alicia Barnett     | Berfu Cengiz Anastasija Tichonowa           | 6:3, 7:6(3)       |
| Finalistka   | 11. | 17/07/2021 | Vitoria-Gasteiz            | 60 000    | Twarda        | Celia Cerviño Ruiz | Olivia Gadecki Rebeka Masarova              | 3:6, 3:6          |
| Finalistka   | 12. | 18/09/2021 | Caldas da Rainha           | 60 000+H  | Twarda        | Alicia Barnett     | Momoko Kobori Hiroko Kuwata                 | 6:7(5), 6:7(2)    |
| Finalistka   | 13. | 25/09/2021 | Santarém                   | 25 000    | Twarda        | Alicia Barnett     | Marie Benoît Eden Silva                     | 5:7, 1:6          |
| Finalistka   | 14. | 06/11/2021 | Nantes                     | 60 000    | Twarda (hala) | Alicia Barnett     | Samantha Murray Sharan Jessika Ponchet      | 4:6, 2:6          |
| Finalistka   | 15. | 03/12/2021 | Sëlva                      | 25 000    | Twarda (hala) | Alicia Barnett     | Eudice Chong Moyuka Uchijima                | 2:6, 1:6          |
| Finalistka   | 16. | 29/01/2022 | Andrézieux-Bouthéon        | 60 000    | Twarda (hala) | Alicia Barnett     | Estelle Cascino Jessika Ponchet             | 4:6, 1:6          |
| Finalistka   | 17. | 11/02/2022 | Grenoble                   | 60 000    | Twarda (hala) | Alicia Barnett     | Yuriko Miyazaki Prarthana Thombare          | 3:6, 3:6          |
| Zwyciężczyni | 15. | 16/04/2022 | Bellinzona                 | 60 000    | Ceglana       | Alicia Barnett     | Xenia Knoll Oksana Sielechmietjewa          | 6:7(7), 6:4, 10–7 |
| Finalistka   | 18. | 14/05/2022 | La Bisbal d’Empordà        | 100 000+H | Ceglana       | Alicia Barnett     | Victoria Jiménez Kasintseva Renata Zarazúa  | 4:6, 6:2, 8–10    |
| Zwyciężczyni | 16. | 06/08/2022 | Kozerki                    | 100 000   | Twarda        | Alicia Barnett     | Katarzyna Kawa Vivian Heisen                | 6:1, 7:6(3)       |
| Zwyciężczyni | 17. | 11/03/2023 | Trnawa                     | 60 000    | Twarda (hala) | Alicia Barnett     | Amina Anszba Anastasia Dețiuc               | 6:3, 6:3          |
| Finalistka   | 19. | 09/06/2023 | Surbiton                   | 100 000   | Trawiasta     | Alicia Barnett     | Sophie Chang Yanina Wickmayer               | 4:6, 1:6          |
| Zwyciężczyni | 18. | 22/07/2023 | Vitoria-Gasteiz            | 100 000   | Twarda        | Alicia Barnett     | Estelle Cascino Diāna Marcinkēviča          | 6:3, 6:4          |
| Finalistka   | 20. | 09/09/2023 | Tokio                      | 100 000   | Twarda        | Alicia Barnett     | Jessika Ponchet Bibiane Schoofs             | 6:4, 1:6, 7–10    |
| Finalistka   | 21. | 10/12/2023 | Dubaj                      | 100 000   | Twarda        | Heather Watson     | Tímea Babos Wiera Zwonariowa                | 1:6, 6:2, 7–10    |
| Zwyciężczyni | 19. | 27/01/2024 | Porto                      | 60 000+H  | Twarda (hala) | Sarah Beth Grey    | Francisca Jorge Matilde Jorge               | 4:6, 6:3, 10–6    |